# Johann Gottlieb Brucker
Johann Gottlieb Brucker (* 18. Februar 1770 in Cöpenick; † 12. Mai 1829) war ein deutscher Mediziner.

## Leben
Johann Gottlieb Brucker wurde Kompaniechirurg im Artillerie-Korps und war bei den Feldzügen am Rhein dabei. 1797 vollendete er seine Ausbildung an der Berliner Pepiniere, bekam jedoch durch die Feldzüge des vierten Koalitionskrieges 1806 eine langwierige Krankheit, die dazu führte, dass er als Militärarzt ausscheiden musste.
Er kehrte nach Berlin zurück und wurde Arzt und Wundarzt. Während der Kämpfe im Befreiungskrieg 1813 stieg die Zahl der Verwundeten in Berlin dermaßen an, dass er als Arzt allein für die Organisation des Militärlazarettes zuständig war.
1820 wurde er nochmals in den Staatsdienst berufen und Mitglied der medizinischen und chirurgischen Staatsprüfungskommission, gleichzeitig erfolgte die Ernennung zum Obermedizinalrat.
1825 gab er seine Praxis aus gesundheitlichen Gründen auf.

## Ehrungen
Der König verlieh ihm das Eiserne Kreuz am Weißen Band.